# Ama no Murakumo
Ama no Murakumo (天叢雲剣? lett. "Spada del Paradiso"), detta anche Ama no Murakumo no Tsurugi o Kusanagi-no-tsurugi, è una spada leggendaria appartenente alla mitologia shintoista giapponese.

## Leggenda
La storia della spada si estende nei fumosi territori del mito. Secondo quanto narra l'antico testo Kojiki,  il dio del mare e delle tempeste Susanoo incontrò nella regione di Izumo una famiglia disperata: i genitori avevano perso sette figlie sacrificate al malvagio mostro a otto teste Yamata no Orochi, che richiedeva vergini in sacrificio in cambio della promessa di non devastare la provincia, e adesso rischiavano di perdere anche Kushinada, ultima esponente della loro famiglia.
Invaghitosi della giovane, a causa della sua bellezza così delicata e della sua eleganza, Susanoo ideò un piano per sconfiggere il mostro, in cambio della possibilità di sposarla: trasformata Kushinada in un pettine, ordinò che fossero raccolti otto barili di sakè, da disporre di fronte alla casa della ragazza, dove Yamata no Orochi sarebbe giunto per reclamare la vergine.
Mentre Susanoo si nascondeva in una vicina foresta, Yamata no Orochi giunse di fronte alla casa di Kushinada, e qui trovò gli otto barili di sake e non poté far a meno di ubriacarsi, finché ogni testa cadde addormentata. Solo quando tutte le teste del mostro scivolarono in un sonno profondo, Susanoo abbandonò il suo nascondiglio e le recise, uccidendo il drago leggendario.
Un'altra versione della leggenda, invece, racconta di come Orochi fosse sì ubriaco, ma anche sveglio quando Susanoo giunse. Ne seguì un combattimento che durò per ore, deciso alla fine solo dalla stanchezza e dalla mancanza di lucidità del mostro, che ne decretarono la sconfitta.
In ogni caso, Susanoo uccise Yamata no Orochi e dopo aver tagliato le otto teste, iniziò a recidere le code del mostro. Sempre secondo il mito, riuscì a tagliare le prime sette senza difficoltà, ma quando giunse all'ottava coda, la sua spada impattò contro qualcosa di molto resistente. Fu così che Susanoo trovò la spada Ama no Murakumo (in seguito chiamata Kusanagi) nella coda maggiore del drago. Altre varianti della stessa leggenda sostengono che la coda dove era celata la spada fosse, in realtà, la quarta e non l'ottava.
Un'altra versione della leggenda narra che, dopo l'uccisione di Yamata no Orochi, Ama no Murakumo fu consegnata alla dea del Sole Amaterasu, sorella di Susanoo, come dono di riconciliazione per appianare un antico diverbio.
Generazioni dopo, nel regno del dodicesimo imperatore, l'imperatore Keikō, la spada passò nelle mani del grande guerriero Yamato Takeru, come dono della zia, la principessa Yamato, Vergine del Tempio di Ise, per proteggere il nipote dai pericoli che il giovane avrebbe dovuto affrontare durante una spedizione contro gli Ainu.
Sempre secondo questa versione, Yamato Takeru cadde in un'imboscata in un pascolo, durante una spedizione di caccia, organizzata da un perfido signore della guerra. Costui, utilizzando delle frecce infuocate, intrappolò l'eroe in un cerchio di fuoco e nel frattempo uccise il suo cavallo per impedirgli la fuga. Disperato, Yamato Takeru cercò di usare la spada per impedire alle lingue di fuoco di raggiungerlo e con grande stupore scoprì come l'arma avesse il controllo sul vento. Questa magia gli permise di crearsi un varco fra le fiamme, salvandogli la vita. Da allora, Yamato Takeru chiamò la spada Kusanagi, che letteralmente vuol dire Spada Falciatrice d'Erba.
Questa parte della leggenda, dunque, spiega le origini del nome della spada. Tuttavia altre versioni sostengono che in realtà Kusanagi significhi semplicemente Spada del Serpente in quanto, in antico giapponese, kusa vuol dire spada e nagi serpente.

## Tracce storiche di Ama no Murakumo
Oltre Kojiki, un altro importante testo che menziona la spada è il Nihonshoki. A differenza del primo, quest'ultimo testo non contiene soltanto storie mitologiche, ma anche registra alcuni eventi contemporanei o comunque vicini alla sua stesura. Questi passi sono considerati molto importanti da un punto di vista storico ed è qui che troviamo le prime tracce effettive della spada. Secondo quanto vi è registrato, essa fu rimossa dal palazzo imperiale nel 688 e fu trasferita al Tempio di Atsuta, a Nagoya.
Nel poema epico Heike Monogatari, una raccolta di storie orali trascritte nel 1371, si legge che la spada andò persa in mare dopo la sconfitta del Clan Taira nella battaglia navale di Dan-no-ura. Ovviamente, la valenza storica di questo testo è fortemente contestata proprio per la sua natura epica.
Secondo altre storie costruite intorno alla spada, il decimo imperatore del Giappone, l'imperatore Sujin, ordinò che fosse forgiata una replica di Ama no Murakumo. Questa informazione, tuttavia, divenne di dominio pubblico solo quando si seppe che la spada era stata rubata, sebbene secondo alcune voci fu la sua copia a cadere nelle mani dei ladri. Va inoltre sottolineato come l'imperatore Sujin sia ritenuto spesso una figura leggendaria a causa dell'incapacità degli storici di inserirlo in un contesto storico ben preciso.
Un'altra storia racconta che la spada fu nuovamente rubata nel VI secolo, da un monaco cinese ma la nave su cui viaggiava, presumibilmente, affondò permettendo così alla spada di giungere presso Ise, dove fu recuperata dai monaci shintoisti.

## Ama no Murakumo oggi
Sebbene sia impossibile provarlo, a causa del fatto che non è accessibile al pubblico, la spada sembra sia veramente conservata presso il Tempio di Atsuta, infatti vi è una testimonianza, risalente al periodo Edo, secondo la quale un sacerdote shintoista l'avrebbe vista e descritta. In base alle sue parole, la spada Kusanagi sarebbe lunga circa 84 cm, modellata come un calamo, forgiata in un metallo bianco e ben mantenuta.
In tempi recenti, inviati della stazione televisiva nazionale giapponese NHK si sono recati al tempio per chiedere di poterne fare delle riprese. Sebbene i monaci abbiano rifiutato di mostrare l'arma, non hanno negato la sua esistenza, men che meno il fatto che la stessa sia conservata presso il loro tempio. In ogni caso, anche se sicuramente delle spade notevolmente antiche sono conservate presso il santuario, non è certo detto che esse siano la spada leggendaria.
Insieme allo Specchio di forma ottagonale e alla Gemma, simboli di Amaterasu, Ama no Murakumo è uno dei Tre Tesori Sacri di Yamato.

## Influenza culturale

La Spada Kusanagi presente nell'anime Naruto.

La spada Kusanagi compare spesso in film, anime, giochi di carte, manga e persino videogiochi giapponesi.